# Сараево (Борисовский сельсовет, Вологодский район)
Сараево — деревня в Вологодском районе Вологодской области России.
Входит в состав Кубенского сельского поселения (с 1 января 2006 года по 8 апреля 2009 года входила в Борисовское сельское поселение), с точки зрения административно-территориального деления — в Борисовский сельсовет.

## География
Расстояние до районного центра Вологды по автодороге — 44 км, до центра муниципального образования Кубенского по прямой — 14 км. Ближайшие населённые пункты — Городок, Кольцеево, Федотово, Шилово.

## Население
По данным переписей населения 2002 и 2010 годов постоянного населения не было.